# Námořník

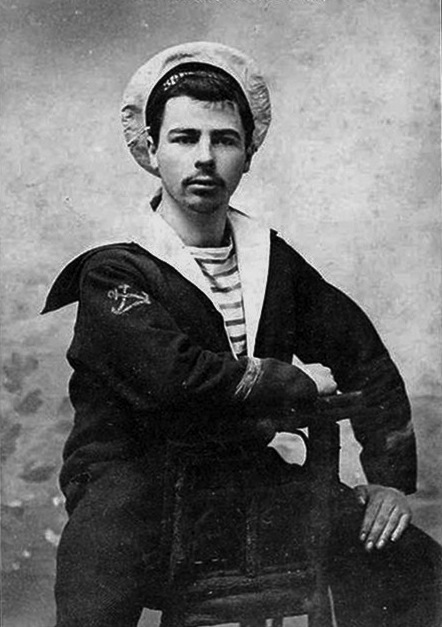
Francouzský námořník roku 1910. Ve Francii bylo roku 1858 zavedeno pruhované triko jako oficiální uniforma.

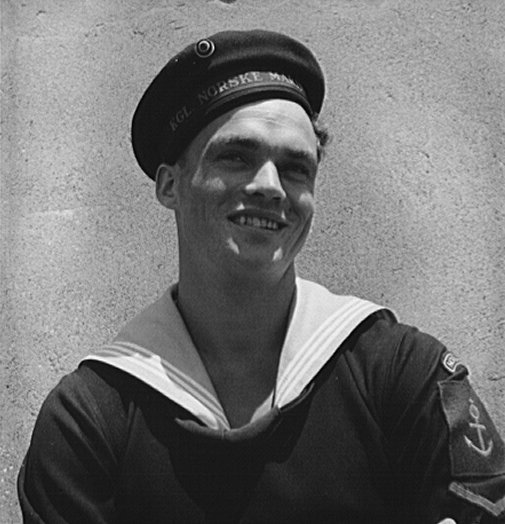
Námořník

Námořník je osoba, člen posádky námořního plavidla, lodi či ponorky. Úkolem námořníků je zabezpečovat veškeré činnosti související s provozem a činností těchto plavidel, ať už se jedná o službu civilní dopravní, vědeckou či bojovou. 

## Čeští námořníci

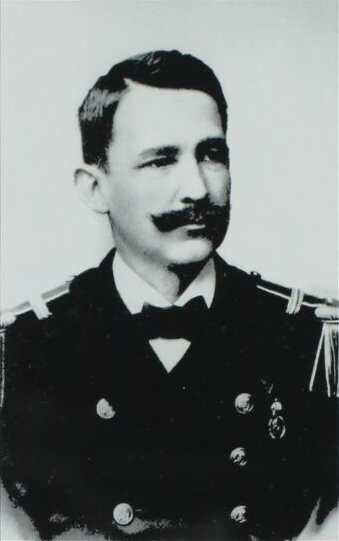
Kontradmirál Bořivoj Radoň

České země měly řadu námořníků, zejména v rámci loďstva Rakousko–Uherska, méně často ve službách jiných států. Své námořníky mělo i Československo. Mezi významnější osobnosti, kteří alespoň část života byli námořníky, patří např.:
- Miroslav Barták (* 1938), český a slovenský kreslíř, původním povoláním námořník
- Bohumil Brkl (1890 – 1982), námořník, československý legionář
- František Brodský (1835 – po roce 1916), česko–americký podnikatel, velrybář
- František Koucký (1907 – 1994), námořník a konstruktér zbraní
- František Koucký (1894 – 1918), český účastník vzpoury v boce Kotorské (popraven)
- Ota Kříž (1845 – 1874) účastník výpravy, která objevila Zemi Františka Josefa, kde zemřel
- Josef Jiří Kubát (1897 – ???) námořní inženýr, československý legionář
- František Lněnička (1898 – 1964), námořník, protinacistický odbojář
- František Rasch (1889 – 1918), česko–německý účastník vzpoury v boce Kotorské (popraven)
- Václav Stejskal (1851 – 1934)
- Antonín Valšík (1874 – 1948), vexikolog, autor československé státní vlajky
- Václav Vojtěch (1901 – 1932), cestovatel a polárník
- Jan Eskymo Welzl (1868 – 1948), cestovatel, polárník

Někteří z českých námořníků dosáhli velitelských funkcí:
- Josef Holub (1885 – 1964) velitel ponorky, kapitán parníku Legie
- Zdenko Hudeček (1887 – 1974), velitel rakousko–uherské ponorky
- Bořivoj Radoň (1867 – 1953), kontradmirál
- Kryštof starší z Vartenberka (1508 – 1590), admirál Řádu maltézských rytířů během bitvy u Lepanta[1]

## Fiktivní postavy (výběr)
- Kapitán Achab
- Patnáctiletý kapitán
- Pepek námořník
- Sindibád
- Robinson Crusoe

## Rozšířený význam
Pojem námořník je v některých případech užit i tehdy, nejedná-li se o mořskou vodní plochu. Například legionářská bitva na Bajkalském jezeře v roce 1918 bývá označována jako námořní a vojáci, kteří se jí zúčastnili jako námořníci, i když je Bajkal jezero. Stejně tak jsou příslušníci Kaspické flotily nazýváni námořníky přesto, že Kaspické moře je bezodtoké jezero.